# XCF
XCF (англ. eXperimental Computing Facility) — растровый формат хранения графической информации, использующий сжатие без потерь, созданный специально для программы GIMP и поддерживающий все её возможности (аналогично формату PSD для Adobe Photoshop). Получил название в честь лаборатории в Калифорнийском университете в Беркли, где была написана первая версия Gimp.

## Общее
Формат поддерживает сохранение каждого слоя и текущее выделение, каналы, прозрачность, текстовые слои, группы слоёв. Изображения, сохранённые в XCF, сжимаются простым алгоритмом RLE, но GIMP также поддерживает сжатые файлы, используя либо gzip, либо bzip2. Сжатые файлы могут быть открыты как обычные файлы изображений.
Совместными усилиями разработчиков GIMP, MyPaint и Krita ведётся работа над форматом OpenRaster, спроектированным по образцу формата OpenDocument, для обмена многослойными растровыми данными между этими и другими приложениями.

## Проблемы
Формат XCF имеет неполную обратную совместимость, например GIMP 2.0 может сохранять текст в текстовых слоях, в то время как GIMP 1.2 не может. Текстовые слои, сохранённые в GIMP 2.0, будут открыты как обычные слои растровых изображений в GIMP 1.2. Использование XCF как формата обмена данными не рекомендуется разработчиками GIMP, так как формат отражает внутренние структуры данных Gimp, а в будущих версиях возможно появление изменений формата.

## Поддержка приложений
| Приложение        | Статус                                                                                 |
| ----------------- | -------------------------------------------------------------------------------------- |
| Gimp              | Основной формат, полная поддержка.                                                     |
| Seashore          | Основной формат, программа основана на Gimp.                                           |
| CinePaint         | Не имеет обратной совместимости с Gimp.                                                |
| DBGallery         | Текст ячейки.                                                                          |
| ImageMagick       | Отсутствует поддержка слоёв.                                                           |
| Project Dogwaffle | Поддержка XCF с помощью библиотеки ImageMagick.                                        |
| Krita             | Поддержка XCF с помощью библиотеки GraphicsMagick.                                     |
| ShowImg           | Поддерживает многослойность.                                                           |
| Gwenview          | Поддерживает многослойность.                                                           |
| GImageView        | Поддерживает многослойность.                                                           |
| Digikam           | Поддерживает многослойность.                                                           |
| Imagine           | Отсутствует поддержка слоёв.                                                           |
| XnView            | Отсутствует поддержка слоёв.                                                           |
| Inkscape          | Поддержка экспорта с версии 4.4.                                                       |
| XCFTools          | Поддерживает многослойность.                                                           |
| Corel Photo-Paint | Поддерживает слои, некоторые режимы наложения, не поддерживает пути (path), маски слоя |